# Турысбеков, Секен Каримулы
Секен Каримулы Турысбеков (каз. Секен Кәрімұлы Тұрысбеков; род. 12 марта 1961, Урджарский район, ВКО) — казахский композитор, домбрист. Народный артист Казахстана (2024). Лауреат Государственной премии РК  области литература и искусства имени Абая (2022).

## Биография
Родился в 1961 году в Урджаре. Происходит из племени Найман.
В 1986 году окончил Казахскую национальную консерваторию.
Работал художественным руководителем в ансамблях «Сазген» и «Коныр каз» и «Ак жауын». Известен как автор кюев «Көңіл толқыны» и «Ақ жауын».

## Награды
- 1989 — Премия комсомола Казахстана;
- 1992 — Заслуженный артист Казахстана;
- 2008 — Медаль «10 лет Астане»;
- 2011 — Медаль «20 лет независимости Республики Казахстан»;
- 2011 — орден «Курмет»;
- 2016 — Медаль «25 лет независимости Республики Казахстан»;
- 2017 — орден «Парасат»;
- 2021 — Медаль «Ветеран труда Казахстана»;
- 2022 — Государственная премия Республики Казахстан в области литературы и искусства имени Абая — за сборник стихов, клавир, партитур песен и кюев «Тәтті мұң».;[1]
- 2024 (23 октября) — присвоено почётное звание «Народный артист Казахстана»;[2]